# Шарль Дюллен
Шарль Дюлле́н (фр. Charles Dullin; нар. 8 травня 1885, Єнн, Франція — 11 грудня 1949, Париж, Франція) — французький актор, театральний режисер, педагог.

## Біографія
Шарль Дюллен народився 8 травня 1885 року у батьківському маєтку Шателар в Савої. Шарль був вісімнадцятою дитиною в сім'ї мирового судді Жака Дюллена. Після кількох класів семінарії батьки відправили Шарля до Ліона, де він працював прикажчиком, клерком у судового пристава.
У 1905 році Шарль Дюллен приїхав у Париж, де спочатку виступав з віршованими декламаціями в невеликому театрі «Моторний кролик», брав участь у виставах. У 1907-му молодий актор познайомився з Андре Антуаном і, за його пропозицією, перейшов у театр «Одеон». Дюллен багато чому навчився в Антуана, який на той був одним з найкращих театральних режисерів Франції.
У 1909 році Дюллен поступив у трупу «Театру мистецтв», де у 1911 році зіграв свою першу значну роль — Смердякова в інсценуванні «Братів Карамазових», здійсненому Жаком Копо і Жаном Круе, яку поставив режисер Андре Дюрек. У 1913-му Копо створив «Театр Старого голуб'ятника», де Дюллен продовжував виступати в «Братах Карамазових». Тут він уперше зіграв і іншу свою роль — Гарпагона в мольєрівському «Скупому», яку втілював потім протягом усієї подальшої акторської кар'єри.
У 1919—1921 роках Шарль Дюллен грав у театрі Гастона Баті, а у 1922-му в старому театральному приміщенні на площі Данкур поблизу Монмартра відкрив свій власний театр «Ательє» (фр. Théâtre de l'Atelier), який очолював до 1940 р., передавши потім в управління своєму учневі Андре Барсаку.
У 1920-і роки Шарль Дюллен остаточно виробив свою педагогічну систему, побудовану на навчанні акторів в процесі імпровізації. Дюллен виховав цілу низку видатних акторів і режисерів, серед яких Маргарет Жамуа, Мадлен Робінсон, Жан Вілар, Жан-Луї Барро, Андре Барсак, Реймон Руло, Моріс Гаррель і багато інших.
У 1937-у Дюллена було запрошено до «Комеді Франсез» для постановки там «Одруження Фігаро» Бомарше. Під час німецької окупації Парижу Дюллен покинув «Ательє», перейшовши спершу в «Театр де Парі», потім у «Театр Сари Бернар», перейменований окупантами в «Театр де ля Сіті» (Міський театр). Тут режисер у 1943 році поставив екзистенціальну п'єсу Ж.-П. Сартра «Мухи». Дюллен очолював «Театр де ля Сіті» до 1947 року, після чого поставив у театрі «Монпарнас» п'єсу «Архіпелаг Ленуар» А. Салакру, в якій сам зіграв роль Ленуара, обвинуваченого в розтлінні малолітніх. Вистава стала однією з найгучніших театральних сенсацій Парижу сезону 1947/1948 років.
Після серії вистав у Парижі Шарль Дюллен повіз «Архіпелаг Ленуар» в турне Європою. Повернувшись, він ще знімався в кіно, потім репетирував новий спектакль за Бальзаком.
7 грудня 1949 року Шарля Дюллена було прооперовано, а через чотири дні він помер у лікарні Сент-Антуан в Парижі, у віці 64 років.
Шарль Дюллен є автором книги «Спогади і замітки актора» (1958).

## Фільмографія (вибіркова)
- 1920: Таємниця Розетти Ламбер / Le secret de Rosette Lambert — Бертран
- 1921: Людина, яка продала свою душу дияволу / L'homme qui vendit son âme au diable — Диявол
- 1921: Три мушкетери / Les Trois mousquetaires — панотець Жозеф
- 1924: Диво вовків / Le miracle des loups — король Луї XI
- 1927: Шахіст / Le joueur d'échecs — барон фон Кемпелен
- 1928: Мальдона / Maldone — Олів'є Мальдон
- 1929: Каліостро — любов і життя великого авантюриста / Cagliostro — Liebe und Leben eines großen Abenteurers — Маркіз де Еспада-де Бретейль Конт
- 1930: Уявні бродяги / Vagabonds imaginaires
- 1934: Знедолені / Les misérables — Тенардьє
- 1937: Мадемуазель лікар / L'Affaire du courrier de Lyon — сліпий свідок
- 1941: Підступний лис / Volpone — Корбаччо
- 1947: Останній шанс / Les jeux sont faits — фр. Le marquis
- 1947: Набережна Орфевр / Quai des Orfèvres — Жорж Бріньон